# Референдумы в Швейцарии (1975)
Референдумы в Швейцарии проходили 2 марта, 8 июня и 7 декабря 1975 года. Мартовский конституционный референдум касался статьи об экономическом цикле. Хотя большинство избирателей проголосовало за поправку, она не получила большинства кантонов (соотношение оказалось 11:11) и была, таким образом, отклонена. В июне прошли референдумы по защите национальной валюты (одобрен), финансированию национальной дорожной сети (одобрен), поправке общего тарифа (отклонён), повышению налогов на следующий год (одобрен) и ограничению федеральных расходов (одобрен). В декабре проводилось голосования по конституционным поправкам, касающимся права на проживание и социальное обеспечение и касающимся водных ресурсов и по федеральному закону об импорте и экспорте сельскохозяйственных продуктов. Все три были одобрены.

## Результаты

### Март: Экономический цикл
| Выбор                                | Общее голосование | Общее голосование | Кантоны | Кантоны | Кантоны |
| Выбор                                | Голосов           | %                 | Полных  | Полу-   | Всего   |
| ------------------------------------ | ----------------- | ----------------- | ------- | ------- | ------- |
| За                                   | 542 745           | 52,8              | 10      | 2       | 11      |
| Против                               | 485 844           | 47,2              | 9       | 4       | 11      |
| Пустых бюллетеней                    | 24 892            | –                 | –       | –       | –       |
| Недействительных бюллетеней          | 1 448             | –                 | –       | –       | –       |
| Всего                                | 1 054 929         | 100               | 19      | 6       | 22      |
| Зарегистрированных избирателей/ Явка | 3 712 238         | 28,4              | –       | –       | –       |
| Источник: Nohlen & Stöver            |                   |                   |         |         |         |

### Июнь: Защита национальной валюты
| Выбор                                | Общее голосование | Общее голосование | Кантоны | Кантоны | Кантоны |
| Выбор                                | Голосов           | %                 | Полных  | Полу-   | Всего   |
| ------------------------------------ | ----------------- | ----------------- | ------- | ------- | ------- |
| За                                   | 1 153 338         | 85,5              | 19      | 6       | 22      |
| Против                               | 195 219           | 14,5              | 0       | 0       | 0       |
| Пустых бюллетеней                    | 19 737            | –                 | –       | –       | –       |
| Недействительных бюллетеней          | 1 525             | –                 | –       | –       | –       |
| Всего                                | 1 369 819         | 100               | 19      | 6       | 22      |
| Зарегистрированных избирателей/ Явка | 3 719 992         | 36,8              | –       | –       | –       |
| Источник: Nohlen & Stöver            |                   |                   |         |         |         |

### Июнь: Национальная дорожная сеть
| Выбор                                | Голосов   | %    |
| ------------------------------------ | --------- | ---- |
| За                                   | 721 313   | 53,5 |
| Против                               | 627 980   | 46,5 |
| Пустых бюллетеней                    | 18 518    | –    |
| Недействительных бюллетеней          | 1 507     | –    |
| Всего                                | 1 369 318 | 100  |
| Зарегистрированных избирателей/ Явка | 3 719 992 | 36,8 |
| Источник: Nohlen & Stöver            |           |      |

### Июнь: Всеобщий тариф
| Выбор                                | Голосов   | %    |
| ------------------------------------ | --------- | ---- |
| За                                   | 646 687   | 48,2 |
| Против                               | 694 252   | 51,8 |
| Пустых бюллетеней                    | 26 004    | –    |
| Недействительных бюллетеней          | 1 589     | –    |
| Всего                                | 1 368 532 | 100  |
| Зарегистрированных избирателей/ Явка | 3 719 992 | 36,8 |
| Источник: Nohlen & Stöver            |           |      |

### Июнь: Повышение налогов
| Выбор                                | Общее голосование | Общее голосование | Кантоны | Кантоны | Кантоны |
| Выбор                                | Голосов           | %                 | Полных  | Полу-   | Всего   |
| ------------------------------------ | ----------------- | ----------------- | ------- | ------- | ------- |
| За                                   | 753 642           | 56,0              | 14      | 6       | 17      |
| Против                               | 593 041           | 44,0              | 5       | 0       | 5       |
| Пустых бюллетеней                    | 21 398            | –                 | –       | –       | –       |
| Недействительных бюллетеней          | 1 618             | –                 | –       | –       | –       |
| Всего                                | 1 369 699         | 100               | 19      | 6       | 22      |
| Зарегистрированных избирателей/ Явка | 3 719 992         | 36,8              | –       | –       | –       |
| Источник: Nohlen & Stöver            |                   |                   |         |         |         |

### Июнь: Ограничение расходов
| Выбор                                | Общее голосование | Общее голосование | Кантоны | Кантоны | Кантоны |
| Выбор                                | Голосов           | %                 | Полных  | Полу-   | Всего   |
| ------------------------------------ | ----------------- | ----------------- | ------- | ------- | ------- |
| За                                   | 1 021 315         | 75,9              | 19      | 6       | 22      |
| Против                               | 323 511           | 24,1              | 0       | 0       | 0       |
| Пустых бюллетеней                    | 22 828            | –                 | –       | –       | –       |
| Недействительных бюллетеней          | 1 605             | –                 | –       | –       | –       |
| Всего                                | 1 369 259         | 100               | 19      | 6       | 22      |
| Зарегистрированных избирателей/ Явка | 3 719 992         | 36,8              | –       | –       | –       |
| Источник: Nohlen & Stöver            |                   |                   |         |         |         |

### Декабрь: Конституционная поправка по праву на жительство и социальное обеспечение
| Выбор                                | Общее голосование | Общее голосование | Кантоны | Кантоны | Кантоны |
| Выбор                                | Голосов           | %                 | Полных  | Полу-   | Всего   |
| ------------------------------------ | ----------------- | ----------------- | ------- | ------- | ------- |
| За                                   | 842 165           | 75,6              | 19      | 6       | 22      |
| Против                               | 271 563           | 24,4              | 0       | 0       | 0       |
| Пустых бюллетеней                    | 39 934            | –                 | –       | –       | –       |
| Недействительных бюллетеней          | 1 474             | –                 | –       | –       | –       |
| Всего                                | 1 155 136         | 100               | 19      | 6       | 22      |
| Зарегистрированных избирателей/ Явка | 3 737 823         | 30,9              | –       | –       | –       |
| Источник: Nohlen & Stöver            |                   |                   |         |         |         |

### Декабрь: Конституционная поправка по водным ресурсам
| Выбор                                | Общее голосование | Общее голосование | Кантоны | Кантоны | Кантоны |
| Выбор                                | Голосов           | %                 | Полных  | Полу-   | Всего   |
| ------------------------------------ | ----------------- | ----------------- | ------- | ------- | ------- |
| За                                   | 858 720           | 77,5              | 18      | 6       | 21      |
| Против                               | 249 043           | 22,5              | 1       | 0       | 1       |
| Пустых бюллетеней                    | 46 897            | –                 | –       | –       | –       |
| Недействительных бюллетеней          | 1 559             | –                 | –       | –       | –       |
| Всего                                | 1 156 219         | 100               | 19      | 6       | 22      |
| Зарегистрированных избирателей/ Явка | 3 737 823         | 30,9              | –       | –       | –       |
| Источник: Nohlen & Stöver            |                   |                   |         |         |         |

### Декабрь: Импорт и экспорт сельскохозяйственных продуктов
| Выбор                                | Голосов   | %    |
| ------------------------------------ | --------- | ---- |
| За                                   | 587 148   | 52,0 |
| Против                               | 541 489   | 48,0 |
| Пустых бюллетеней                    | 31 605    | –    |
| Недействительных бюллетеней          | 1 575     | –    |
| Всего                                | 1 161 817 | 100  |
| Зарегистрированных избирателей/ Явка | 3 737 823 | 31,1 |
| Источник: Nohlen & Stöver            |           |      |